# Cedusa vulgaris
Cedusa vulgaris är en insektsart som först beskrevs av Fitch 1851.  Cedusa vulgaris ingår i släktet Cedusa och familjen Derbidae. Inga underarter finns listade i Catalogue of Life.